# Barwy metameryczne
Barwy metameryczne – barwy próbek o identycznych składowych trójchromatycznych (przy danym iluminacie i danym obserwatorze), których widmowe współczynniki (bądź przepuszczania) w zakresie widma widzialnego różnią się między sobą.